# Rusava (vattendrag)
Rusava är ett vattendrag i Tjeckien.   Det ligger i regionen Zlín, i den östra delen av landet, 240 km öster om huvudstaden Prag.